# Olympische Sommerspiele 2004/Kanu – Einer-Canadier 1000 m (Männer)
Die Wettkämpfe im Einer-Canadier über 1000 Meter bei den Olympischen Sommerspielen 2004 wurden am 23. bis zum 27. August 2004 im Schinias Olympic Rowing and Canoeing Centre ausgetragen.

## Ergebnisse

### Vorläufe
Bei den drei Vorläufen am 23. August erreichten der jeweils schnellste Athlet direkt das Finale. Die restlichen Boote erreichten das Halbfinale.

#### Vorlauf 1
| Rang | Athleten           | Nation              | Zeit         |
| ---- | ------------------ | ------------------- | ------------ |
| 1    | Andreas Dittmer    | Deutschland         | 3:52,922 min |
| 2    | Stanimir Atanassow | Bulgarien           | 3:55,590 min |
| 3    | Marián Ostrčil     | Slowakei            | 3:56,962 min |
| 4    | Dagnis Vinogradovs | Lettland            | 3:57,070 min |
| 5    | Johnnathan Tafra   | Chile               | 4:04:402 min |
| 6    | Wang Bing          | Volksrepublik China | 4:05,874 min |
| 7    | Emanuel Horvatiček | Kroatien            | 4:27,662 min |

#### Vorlauf 2
| Rang | Athleten              | Nation       | Zeit         |
| ---- | --------------------- | ------------ | ------------ |
| 1    | David Cal             | Spanien      | 3:50:091 min |
| 2    | Steve Giles           | Kanada       | 3:52,451 min |
| 3    | Andreas Kilingaridis  | Griechenland | 3:53,723 min |
| 4    | Mitică Pricop         | Rumänien     | 4:00,559 min |
| 5    | Aljaksandr Schukouski | Belarus      | 4:02,159 min |
| 6    | Darwin Correa         | Uruguay      | 4:27,115 min |

#### Vorlauf 3
| Rang | Athleten              | Nation     | Zeit         |
| ---- | --------------------- | ---------- | ------------ |
| 1    | Konstantin Fomitschow | Russland   | 3:48,690 min |
| 2    | Martin Doktor         | Tschechien | 3:49,029 min |
| 3    | Karel Aguilar Chacon  | Kuba       | 3:54,250 min |
| 4    | Attila Vajda          | Ungarn     | 3:57,290 min |
| 5    | Kajsar Nurmaganbetow  | Kasachstan | 4:00,486 min |
| 6    | Jurij Tscheban        | Ukraine    | 4:00,637 min |

### Halbfinals
Die jeweils drei schnellsten Athleten der Halbfinals, die am 25. August ausgetragen wurden, erreichten den Endlauf.
Halbfinale 1
| Rang | Athleten             | Nation              | Zeit         |
| ---- | -------------------- | ------------------- | ------------ |
| 1    | Martin Doktor        | Tschechien          | 3:51,812 min |
| 2    | Attila Vajda         | Ungarn              | 3:52,236 min |
| 3    | Marián Ostrčil       | Slowakei            | 3:53,820 min |
| 4    | Andreas Kilingaridis | Griechenland        | 3:55,609 min |
| 5    | Mitică Pricop        | Rumänien            | 3:59,640 min |
| 6    | Wang Bing            | Volksrepublik China | 4:00,684 min |
| 7    | Darwin Correa        | Uruguay             | 4:22,096 min |
| 8    | Johnnathan Tafra     | Chile               | 4:22,644 min |

Halbfinale 2
| Rang | Athleten              | Nation     | Zeit         |
| ---- | --------------------- | ---------- | ------------ |
| 1    | Steve Giles           | Kanada     | 3:51,720 min |
| 2    | Karel Aguilar Chacon  | Kuba       | 3:52,260 min |
| 3    | Dagnis Vinogradovs    | Lettland   | 3:53,656 min |
| 4    | Aljaksandr Schukouski | Belarus    | 3:55,456 min |
| 5    | Kajsar Nurmaganbetow  | Kasachstan | 3:57,804 min |
| 6    | Stanimir Atanassow    | Bulgarien  | 4:05,664 min |
| 7    | Emanuel Horvatiček    | Kroatien   | 4:24,604 min |
| 8    | Jurij Tscheban        | Ukraine    | DSQ          |

### Finale
Der amtierende Weltmeister Andreas Dittmer musste sich im Finale dem Spanier David Cal geschlagen geben. Am nächsten Tag im Finale über 500 Meter konnte Dittmer dann das Ergebnis umdrehen.
Die ersten vier Plätze des Finals wurden von den Athleten belegt, die 1996 (Martin Doktor), 2000 (Andreas Dittmer), 2004 (David Cal) und 2008 (Attila Vajda) die Goldmedaillen über 1000 Meter bei Olympischen Spielen holen konnten.
| Rang | Athleten              | Nation      | Zeit         |
| ---- | --------------------- | ----------- | ------------ |
| 1    | David Cal             | Spanien     | 3:46,201 min |
| 2    | Andreas Dittmer       | Deutschland | 3:46,721 min |
| 3    | Attila Vajda          | Ungarn      | 3:49,025 min |
| 4    | Martin Doktor         | Tschechien  | 3:50,405 min |
| 5    | Steve Giles           | Kanada      | 3:51,457 min |
| 6    | Dagnis Vinogradovs    | Lettland    | 3:53,537 min |
| 7    | Marián Ostrčil        | Slowakei    | 3:54,629 min |
| 8    | Karel Aguilar Chacon  | Kuba        | 3:54,957 min |
| 9    | Konstantin Fomitschow | Russland    | 3:55,773 min |